# Gianni Puccini
Gianni Puccini (Milano, 9 novembre 1914 – Roma, 3 dicembre 1968) è stato un regista, sceneggiatore e critico cinematografico italiano.

## Biografia
Figlio dello scrittore Mario e di Sandra Simoncini, fratello di Massimo Mida, anche lui regista, e dell'ispanista Dario Puccini, Gianni Puccini fu redattore della rivista Bianco e Nero e, nel 1943, redattore e direttore della rivista Cinema; nello stesso anno collaborò come sceneggiatore in Ossessione di Luchino Visconti. Partecipò alla Resistenza romana insieme al padre Mario e al fratello Dario e, per questo motivo, fu arrestato e incarcerato a Regina Coeli. Nel dopoguerra collaborò ai film di Giuseppe De Santis.
Esordì nella regia con Parola di ladro (1957) in coppia con Nanni Loy, con il quale diresse anche Il marito (1958).
In seguito si confermò garbato e originale con L'impiegato (1959) e affrontò la prova più impegnativa con I sette fratelli Cervi (1968), morendo alla fine dello stesso anno a causa di un infarto.
Nel 1942 sposò Elisabetta Lucarelli dalla quale ebbe, nel 1945, la figlia Sandra, così chiamata in ricordo della madre che era deceduta nel 1940.

## Filmografia

### Regia e sceneggiatura
- Parola di ladro (1957)
- Il marito (1958)
- Carmela è una bambola (1958)
- Il nemico di mia moglie (1959)
- L'attico (1962)
- Amore facile (1964)
- Amore in 4 dimensioni (1964)
- Io uccido, tu uccidi (1965)
- Racconti a due piazze (Lit à deux places) (1966)
- Ballata da un miliardo (1967)
- I sette fratelli Cervi (1968)

### Regia
- Il capitano di Venezia (1952)
- Il carro armato dell'8 settembre (1960)
- L'impiegato (1960)
- I cuori infranti (1963)
- L'idea fissa (1964)
- I soldi, co-regia con Giorgio Cavedon (1965)
- Dove si spara di più (1967)

### Sceneggiatura
- Quarta pagina, regia di Nicola Manzari (1942)
- Soltanto un bacio, regia di Giorgio Simonelli (1942)
- Ossessione, regia di Luchino Visconti (1943)
- Non c'è pace tra gli ulivi, regia di Giuseppe De Santis (1950)
- Donne proibite, regia di Giuseppe Amato (1953)
- Porta un bacione a Firenze, regia di Camillo Mastrocinque (1955)